# Pietro Bigaglia
Pietro Bigaglia (Murano, 9 novembre 1786 – Murano, 1º maggio 1876) è stato un vetraio italiano.

## Biografia
Pietro Bigaglia nacque a Murano il 9 novembre 1786, in una famiglia di vetrai, attivi a Murano, tra il XVIII secolo e il XIX secolo.
Suo padre Lorenzo lavorò ai tempi degli ultimi anni della Repubblica, e creò una florida attività basata sull'utilizzo di due fornaci.
La carriera scolastica di Pietro Bigaglia comprese gli studi al seminario di San Cipriano nella sua città natale, oltre che alla facoltà di legge a Padova, studio che dovette sospendere a causa della morte del padre, per proseguire l'attività paterna, senza l'aiuto del fratello Giovanni, che preferì entrare nell'esercito ai tempi delle guerre napoleoniche.
Nel 1815 Bigaglia interruppe la produzione di vetro soffiato per dedicarsi a quella più redditizia di perle di vetro, che prosperò tanto che in un decennio diventò uno dei principali produttori della zona e nel 1827 ricevette una medaglia d'oro per la qualità della sua produzione.
Nel 1828 Bigaglia aprì una nuova fornace e ormai i suoi prodotti erano esportati e conosciuti in gran parte dell'Europa.
Nel 1838 Bigaglia rifornì parte delle canne e delle perle che decoravano l'Arco Trionfale innalzato a Murano in occasione della visita di Ferdinando I di Parma, e l'anno seguente venne premiato con la medaglia d'oro all'Esposizione di Vienna. In quegli anni le sue perle erano esportate anche in America e in Asia e sviluppò lavori con la filigrana e l'avventurina.
Nel 1845 presentò i primi pressacarte in filigrana e murrine che anticiparono e influenzarono la diffusione di pressacarte francesi e boemi.
Anche all'Esposizione di Parigi nel 1855 ottenne una premio speciale, presentando un lampadario e l'ultimo riconoscimento lo ricevette a Vienna nel 1873.
Complessivamente nell'arco della sua carriera Bigaglia fabbricò vetri a canne, filigrane, vetri picchiettati, a granito, o a vivaci colori, oltre che tondi o rulli da finestra con la tecnica delle filigrane, inoltre rifece l'avventurina, già un tempo prodotta dai Miotti; un'altra sua attività fu la produzione di smalti, colorati, tagliati, sia in linee rette sia in linee curve, e lavorati a mosaico, con i quali formò tavolini, pressacarte e quadretti.
Pietro Bigaglia morì a Murano il 1º maggio 1876.